# 崔廓
崔廓（?—?），中国隋朝官僚、文学者。表字士玄，博陵郡安平县（今河北省安平县）人。崔賾之父。
崔廓父亲崔子元，北齐燕州司马。崔廓年少丧父，家中贫穷，母亲身份微贱，于是不被家族所看重。开始担任里佐，屡遭屈辱，于是感愤，逃入山中。从此博览书籍，多有涉猎，山东学者都推崇他。后来回到乡里，不应朝廷征辟之命。与同郡李士谦为心领神会之友，常常互相往来，时称崔、李。李士谦死后，崔廓哭得很伤心，为他作传，把传记送到秘府。李士谦妻子卢氏寡居，每有家事，就派人咨询崔廓拿主意。崔廓曾经发表议论，谈论刑名之理，其义理精确，文章大多不记载。大业年间，于家中去世，时年八十岁。

## 延伸阅读
[在维基数据编辑]
 《北史·卷088》，出自李延壽《北史》
 《隋書·卷77》，出自魏徵《隋书》